# Alexandra Freeman
Alexandra Lee Jessica Freeman, baronne Freeman de Steventon (née en mars 1974) est une communicante scientifique britannique, pair à vie et ancienne productrice de télévision. Elle est membre de la Chambre des lords depuis 2024.

## Biographie
Freeman est née en mars 1974 dans le Maryland, aux États-Unis,. Elle étudie la Biologie à l'Université d'Oxford, avant de rester à l'université pour entreprendre un doctorat (DPhil) en zoologie, avec une thèse de doctorat sur « Les papillons comme récepteurs de signaux » qui est achevée en 1998. Lorsqu'elle est étudiante de troisième cycle, elle est membre du Linacre College d'Oxford et du Département de zoologie.
De 2000 à 2016, Freeman travaille pour la BBC. En tant que productrice ou réalisatrice, elle participe à Walking with Beasts, Life in the Undergrowth, Bang Goes the Theory, Climate Change by Numbers et Trust Me, I'm a Doctor.
En 2016, Freeman rejoint l'Université de Cambridge en tant que directeur exécutif du Winton Center for Risk and Evidence Communication de la Faculté de mathématiques.
Freeman est recommandée pour une pairie à vie non partisan par la Commission des nominations de la Chambre des Lords en mai 2024. Elle est créée baronne Freeman de Steventon, d'Abingdon dans le comté d'Oxfordshire, le 5 juin 2024, et siège à la Chambre des lords en tant que crossbencher.